# Salomona antennata
Salomona antennata är en insektsart som beskrevs av Ludwig Redtenbacher 1891. Salomona antennata ingår i släktet Salomona och familjen vårtbitare. Inga underarter finns listade i Catalogue of Life.